# アレフ・シウヴァ・メロ
アレフ・ピットブル (Halef Pitbull) ことアレフ・シウヴァ・メロ（Halef Silva Melo、1994年8月20日 - ）は、ブラジル・バイーア州ポチラグア出身のサッカー選手。ポジションはフォワード。

## 来歴
2020年2月13日、カンピオナート・デ・ポルトガル（ポルトガル3部）のベルソSC (Berço SC) より期限付き移籍でJ2の水戸ホーリーホックに加入。8得点を挙げたものの交代出場が主でレギュラーは獲得できず、2021年1月13日、移籍期間満了による退団が発表された。
2022年9月5日にJFLのラインメール青森に期限付き移籍。期限付き移籍期間満了に伴い、2022シーズンをもってラインメール青森を退団。2023シーズンはロンドリーナEC（ブラジル）へ移籍。

## 所属クラブ
- 2016年  CDセチ・ジ・セテンブロ（英語版）
- 2016年  アトランチコEC（ポルトガル語版）
- 2016年  ECPPヴィトリア・ダ・コンキスタ
- 2017年 - 2018年  クルゼイロEC
  - 2017年  サンタクルスFC（期限付き移籍）
  - 2018年  イパチンガFC（期限付き移籍）
  - 2018年  サンタクルスFC（期限付き移籍）
- 2019年 -  ベルソSC（ポルトガル語版）
  - 2020年  水戸ホーリーホック（期限付き移籍）
  - 2021年4月 - 6月  サンベルナルドFC （期限付き移籍）
  - 2021年7月 - 2022年6月　 ジッダ・クラブ（期限付き移籍）
  - 2022年9月 - 12月  ラインメール青森 （期限付き移籍）
  - 2023年  ロンドリーナEC（期限付き移籍）
  - 2023年  エルシリオ・ルスFC（期限付き移籍）

## 個人成績
| 国内大会個人成績 | 国内大会個人成績 | 国内大会個人成績 | 国内大会個人成績 | 国内大会個人成績 | 国内大会個人成績 | 国内大会個人成績 | 国内大会個人成績 | 国内大会個人成績 | 国内大会個人成績 | 国内大会個人成績 | 国内大会個人成績 |
| 年度             | クラブ           | 背番号           | リーグ           | リーグ戦         | リーグ戦         | リーグ杯         | リーグ杯         | オープン杯       | オープン杯       | 期間通算         | 期間通算         |
| 年度             | クラブ           | 背番号           | リーグ           | 出場             | 得点             | 出場             | 得点             | 出場             | 得点             | 出場             | 得点             |
| 日本             | 日本             | 日本             | 日本             | リーグ戦         | リーグ戦         | リーグ杯         | リーグ杯         | 天皇杯           | 天皇杯           | 期間通算         | 期間通算         |
| ---------------- | ---------------- | ---------------- | ---------------- | ---------------- | ---------------- | ---------------- | ---------------- | ---------------- | ---------------- | ---------------- | ---------------- |
| 2020             | 水戸             | 48               | J2               | 34               | 8                | -                | -                |                  |                  |                  |                  |
| 通算             | 日本             | 日本             | J2               | 34               | 8                | -                | -                |                  |                  |                  |                  |
| 総通算           | 総通算           | 総通算           | 総通算           | 34               | 8                | 0                | 0                |                  |                  |                  |                  |